# Monte Cinto

Mont Cinto 3D

El mont Cinto (Monte Cintu en cors), amb una alçada de 2.706 m, és el cim més alt de l'illa de Còrsega i el més conegut de l'accidentada ruta del GR20 per les grans muntanyes de l'illa. Còrsega té vora 120 pics que superen els 2.000 m d'altitud, d'entre els quals, el mont Cinto, la Paglia Orba (2.525 m) el mont Rotondo (2.622 m), el mont d'Oro (2.389 m), el mont Renoso (2.352 m) i el mont Incudine (2.134 m) són els de més anomenada.
La primera ascensió turística coneguda és la realitzada pel vessant sud, per Édouard Rochat i els seus companys el 6 de juny de 1882.
La ruta típica per a la seva ascensió comença al refugi de l'Ecru (1.650 m), al qual s'arriba després d'una excursió de 30 min des de l'aparcament bergeries de Petra Pinzuta al final de la pista que surt del poble de Lozzi (1.040 m). Des del refugi, l'ascensió fins al cim (1.050 m de desnivell) dura vora 4 h. La ruta, marcada per fites, travessa terrenys molt rocosos on l'aigua escasseja. La pujada és dura i penosa, però l'arribada al cim ho recompensa. La vegetació és típica d'alta muntanya i la fauna fugissera d'aquestes alçades inclou majoritàriament ocells. Diverses aus de rapinya sobrevolen les valls del voltant i, amb una mica de sort, es pot arribar a veure algun trencalòs.
Les vistes des del cim poden ser espectaculars, i s'arriba a veure les costes est i oest i la majoria de les muntanyes d'almenys la Còrsega nord. Als voltants del mont Cinto, és possible d'admirar diversos llacs de muntanya, com són el Lac de la Muvrella, el Lac du Ceppu, el Lac du Col Perdu, el Lac du Cinto o el Lac d'Argentu.